# Белая (Біхор)
Белая (рум. Bălaia) — село у повіті Біхор в Румунії. Входить до складу комуни Тілягд.
Село розташоване на відстані 425 км на північний захід від Бухареста, 19 км на схід від Ораді, 114 км на захід від Клуж-Напоки.

## Населення
За даними перепису населення 2002 року у селі проживали 775 осіб.
Національний склад населення села:
| Національність | Кількість осіб | Відсоток |
| -------------- | -------------- | -------- |
| румуни         | 765            | 98,7%    |
| угорці         | 10             | 1,3%     |

Рідною мовою назвали:
| Мова      | Кількість осіб | Відсоток |
| --------- | -------------- | -------- |
| румунська | 765            | 98,7%    |
| угорська  | 10             | 1,3%     |